# Bronte (NHC)
Der unter dem Titel Bronte (griech. „Donner“) oder Vollkommener Verstand bekannte Text ist Teil der Nag-Hammadi-Schriften, einer 1945 in Ägypten gefundenen Sammlung vorwiegend gnostischer Texte. Dort erscheint er als zweite Schrift des Kodex VI (NHC VI,2).

## Inhalt und Einordnung
Der hymnische Text enthält die Selbstoffenbarung eines weiblichen göttlichen Wesens, das sich in Gegensätzen und Rätselworten beschreibt:
Denn ich bin die Erste und die Letzte.
Ich bin die Geehrte und die Verachtete.
Ich bin die Hure und die Hehre.
Ich bin das Weib und die Jungfrau.
Ich bin die Mutter und die Tochter.
Eine Einordnung des Textes erscheint schwierig. Es wurde hingewiesen auf die Ähnlichkeit mancher Formulierungen mit den Aretalogien der Isis, beispielsweise der in Kyme gefundenen Inschrift. Anders als Isis ist die Sprecherin aber keine Allgottheit, sondern bezeichnet sich gleich anfangs als Ausgesandte einer nicht näher benannten Macht. Andere Stellen erinnern an die Beschreibung des Zustands der gefallenen Sophia in gnostischen Texten:
… wenn ich unter die Verdammten und in die niedrigsten Orte geworfen bin, seht nicht auf mich und verspottet mich nicht!
und
Ich bin die Sophia der Griechen und die Gnosis der Barbaren.
Der Text erscheint als eine kunstvolle Zusammenführung mehrerer Gestalten und Elemente. Ob und inwiefern er als gnostisch bezeichnet werden kann, ist daher strittig.
Die Sprache des überlieferten Textes ist Sahidisch, ein Dialekt des Koptischen. Ob der Text in dieser Sprache abgefasst ist oder – wie viele andere Texte der Nag-Hammadi-Bibliothek – aus dem Griechischen übersetzt wurde, ist unklar. Die hohe literarische Qualität lässt einen koptischen Originaltext als möglich erscheinen.
Die titelgebende Stelle („Ich bin der [vollkommene] Verstand und die Ruhe des [Donners].“) erscheint auf Seite 18. Die Lesart der Stelle ist unklar.

### Textausgabe
- George W. McRae: The Thunder. Perfect Mind. In: Douglas M. Parrott (Hrsg.): Nag Hammadi Codices V,2–5 and VI with Papyrus Berolinensis 8502, 1 and 4. NHS XI. Brill, Leiden 1979. S. 231–255
- Paul-Hubert Poirier (Hrsg.): Le Tonnerre, Intellect parfait (NH VI,2). BCNH 22. Presses de l’Université Laval (Québec) 1995, ISBN 2-7637-7419-9

### Übersetzung
- Uwe-Karsten Plisch: Die Brontê – Vollkommener Verstand (NHC VI,2). In: Hans-Martin Schenke u. a. (Hrsg.): Nag Hammadi deutsch. de Gruyter, Berlin/New York 2001/2003. Bd. 2. S. 455–466.
- Gerd Lüdemann, Martina Janßen: Die Bibel der Häretiker. Radius, Stuttgart 1997. S. 325–335

### Sekundärliteratur
- Hans-Gerhard Bethge: „Nebront“. Die zweite Schrift aus Nag-Hammadi-Codex VI. In: Theologische Literaturzeitung 98. S. 97–104
- Bentley Layton: The Riddle of the Thunder (NHC VI,2): The Function of the Paradox in a Gnostic Text from Nag Hammadi. In: Charles W. Hedrick, Robert Hodgson Jr. (Hrsg.): Nag Hammadi, Gnosticism and Early Christianity. Hendrickson, Peabody, Mass. 1986, ISBN 0-913573-16-7. S. 37–54